# Siegfried von Bokholt (Ratsherr, 1290)
Siegfried von Bokholt (geb. vor 1290; gest. nach 1313) war Ratsherr der Hansestadt Lübeck.
Siegfried von Bokholt war Sohn des Lübecker Bürgers gleichen Namens und Enkel des Lübecker Ratsherrn Siegfried von Bokholt. Als Ratsherr war er von 1290 bis 1313 in Lübeck wirksam und gehörte dem Rat zunächst gleichzeitig mit seinem Onkel Gerhard von Bokholt an. 1299 reiste er als Gesandter der Stadt nach Livland, um als Schiedsrichter einen Streit zwischen der Stadt Riga und dem Deutschen Orden zu schlichten. 
Siegfried von Bokholt bewohnte in Lübeck das Hausgrundstück St.-Annen-Straße 13, auf dem 1879 die Lübecker Synagoge errichtet wurde. Daneben gehörte ihm das Dorf Twenhuzen im Bistum Ratzeburg.
Der Ratsherr Heinrich von Bokholt war sein Bruder.